# Anschlag in Tunis 2015

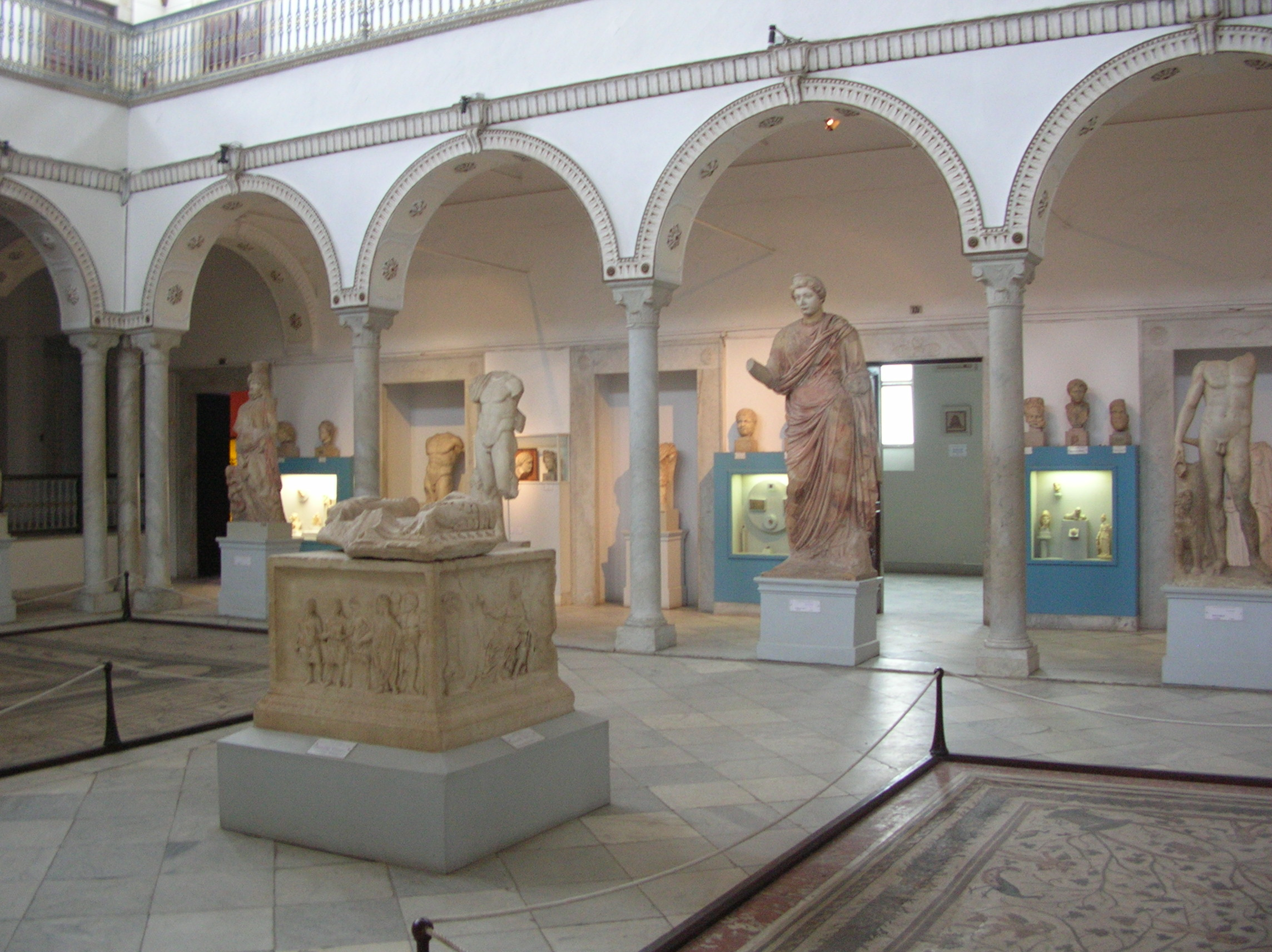
Nationalmuseum von Bardo

Beim Anschlag in Tunis am 18. März 2015 überfielen Terroristen  das Nationalmuseum von Bardo in der tunesischen Hauptstadt Tunis. Insgesamt 24 Menschen, darunter 20 Touristen, wurden bei dem Anschlag getötet. Zwei Attentäter wurden erschossen. Die Terrorgruppe Islamischer Staat (IS) bekannte sich zu dem Attentat, die tunesischen Behörden gehen aber davon aus, dass die Terrorgruppe Okba Ibn Nafaa den Anschlag begangen hat.

## Ablauf

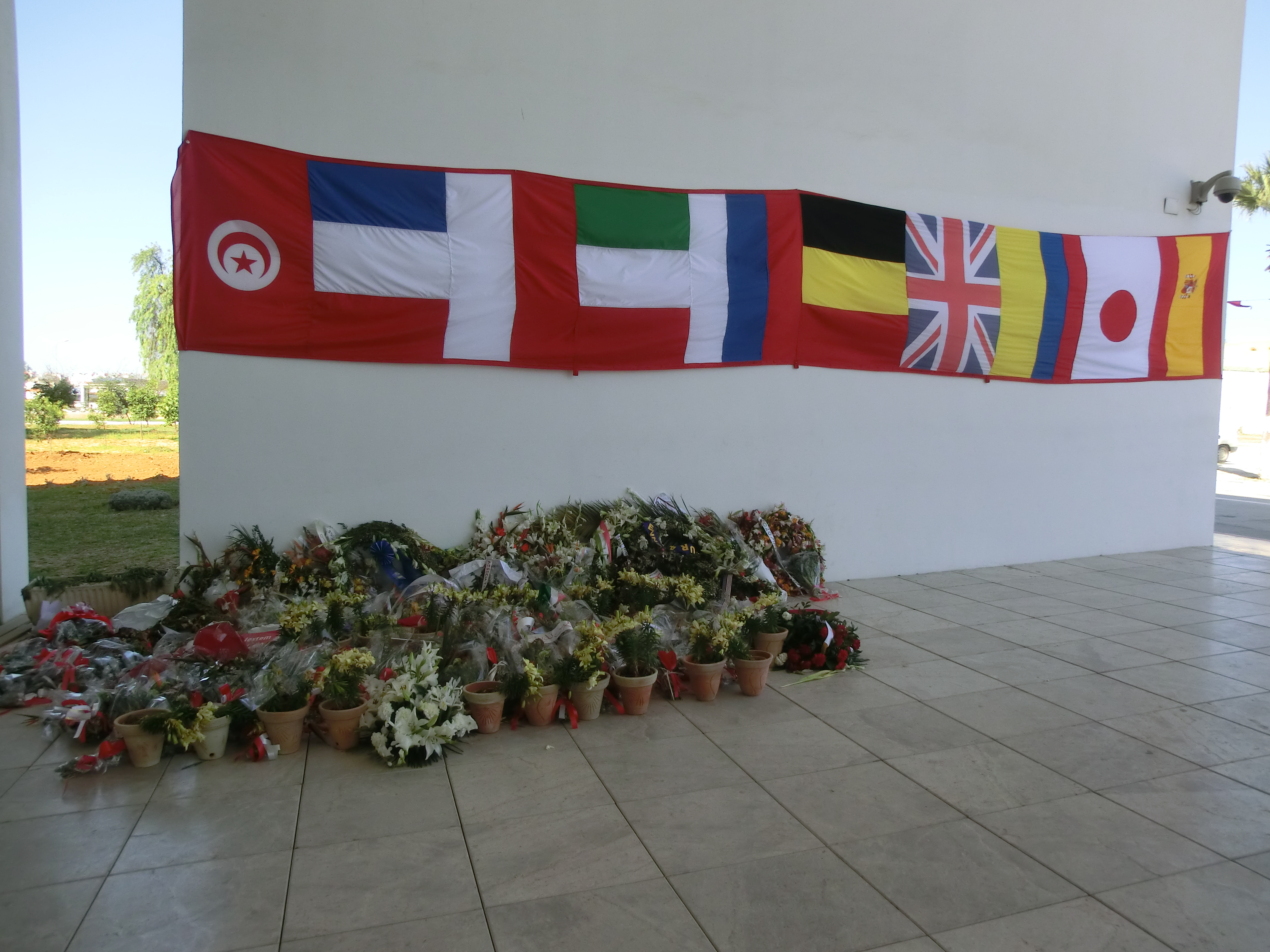
Gedenken an die Anschlagsopfer am Eingang des Museums, April 2015

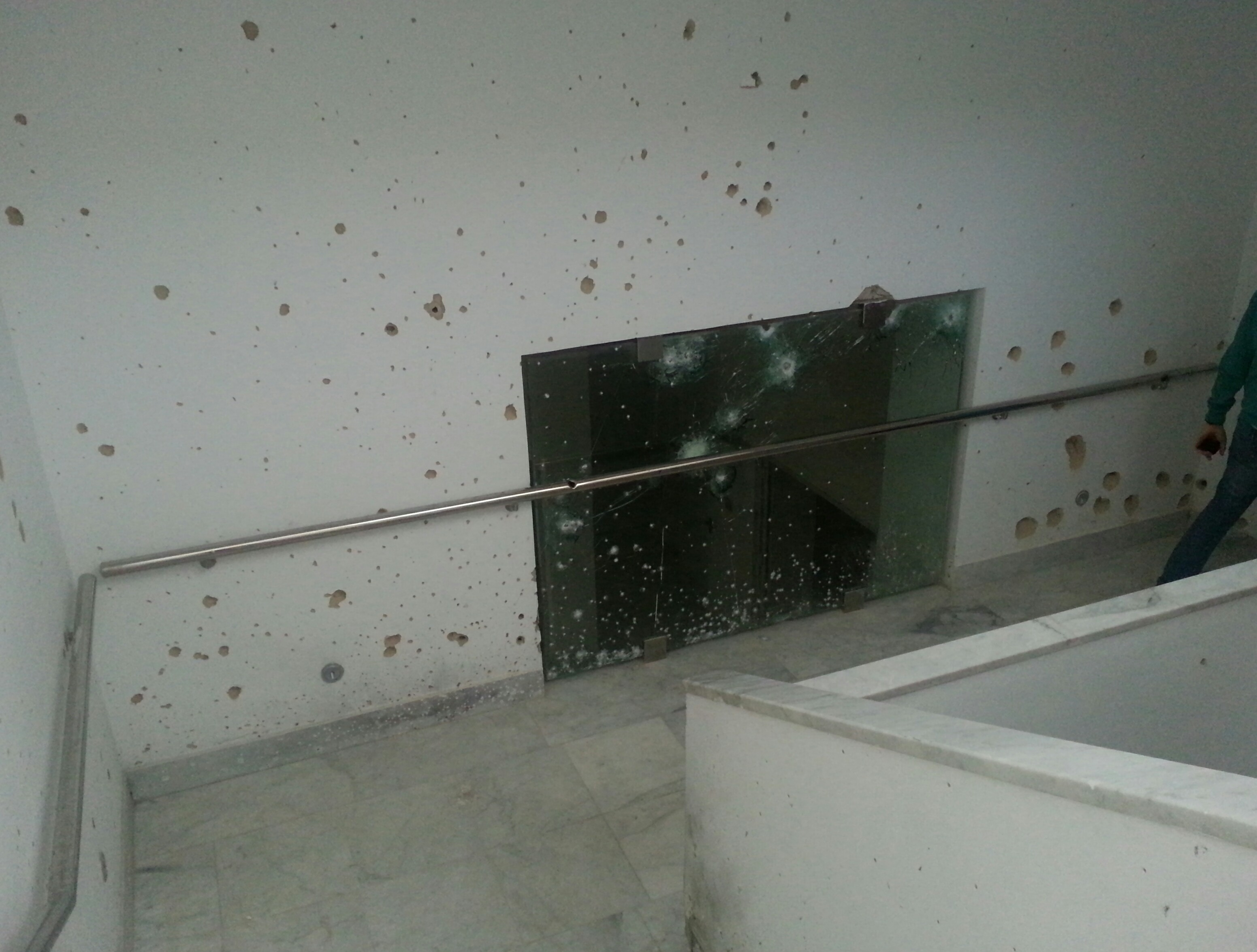
Einschusslöcher im Treppenhaus

Gegen 12:30 Uhr eröffneten zwei Männer auf dem Vorplatz des Museums das Feuer auf Touristen, die gerade aus Reisebussen stiegen. Die für den Bereich zuständigen Wachposten befanden sich zu diesem Zeitpunkt in Kaffeepause. Als die Besucher in Richtung des Museums liefen, um zu entkommen, verfolgten die Bewaffneten sie in das Innere des Gebäudes. Es kam zur Geiselnahme, die vier Stunden lang andauerte. Bei der Erstürmung des Gebäudes durch Sicherheitskräfte wurden ein Polizist und beide Attentäter getötet.

## Hintergrund
Zeitgleich zu der Attacke wurde im tunesischen Parlament über ein neues Anti-Terror-Gesetz diskutiert. Da sich das Parlament im selben Gebäudeblock wie das Bardo befindet, wurde von der Polizei die Theorie aufgeworfen, dass die Attentäter ursprünglich dieses angreifen wollten. Dies ist jedoch bislang ungeklärt.
Die tunesische Regierung ging von einem islamistischen Hintergrund aus. Am Tag nach dem Attentat bekannte sich die Terrormiliz Islamischer Staat (IS) zum Attentat. Die beiden erschossenen Attentäter wurden als Tunesier aus den Städten Kasserine und Sfax identifiziert. Einer der beiden war den Geheimdiensten bekannt, jedoch nicht als gefährlich eingestuft worden. Laut dem tunesischen Sicherheitsminister hatten die radikalen Salafisten im Dezember eine Kampfausbildung durch eine ungenannte Gruppierung in Libyen erhalten. Die Attentäter seien Teil einer größeren Schläferzelle gewesen. Bis zum 26. März verhaftete die Polizei über 23 angebliche Mitglieder dieser Zelle, von denen mindestens 10 Personen direkte Verbindung zu dem Anschlag gehabt haben sollen.
Die Touristen stammten unter anderem von den Kreuzfahrtschiffen Costa Fascinosa und MSC Splendida.
Unter ihnen befanden sich nach ersten Angaben des tunesischen Gesundheitsministeriums ein Deutscher, Spanier, Italiener und Polen. Später wurden Berichte, Deutsche seien verletzt oder getötet worden, vonseiten des Auswärtigen Amtes dementiert.
Verschiedene Reedereien kündigten am 19. März 2015 an, Tunesien nicht mehr anzulaufen. Zudem wurden immer noch Passagiere der Kreuzfahrtschiffe vermisst. Es war der schwerste Terroranschlag im Land seit dem Anschlag auf die Al-Ghriba-Synagoge 2002.
Wenige Wochen später kam es zum Anschlag in Port El-Kantaoui 2015.
Für die Opfer wurde ein Mosaik unter dem Titel Le Monde est Bardo auf einer Grünfläche neben dem Eingang des Museums errichtet. Direkt daneben befindet sich ein Grabstein mit einem Mosaik des bei dem Polizeieinsatz getöteten Deutschen Schäferhundes der Polizei unter einem Baum.

## Herkunft der Toten
Daten von der BBC, ergänzt um aktuellere Informationen:
| Staat                  | Tote                                                                                      | Verletzte |
| ---------------------- | ----------------------------------------------------------------------------------------- | --------- |
| Italien                | 4                                                                                         | 6         |
| Frankreich             | 4 (hiervon eine französische Staatsbürgerin, die am 28. März an ihren Verletzungen starb) | 7         |
| Japan                  | 3                                                                                         | 3         |
| Polen                  | 3                                                                                         | 11        |
| Tunesien               | 4 (darunter ein Polizist und beide Attentäter)                                            |           |
| Kolumbien              | 2 (hiervon ein Doppelstaatsbürger: Kolumbien–Australien)                                  |           |
| Spanien                | 2                                                                                         |           |
| Australien             | 1 (Doppelstaatsbürger: Kolumbien–Australien)                                              |           |
| Russland               | 1                                                                                         |           |
| Vereinigtes Königreich | 1                                                                                         |           |
| Belgien                | 1                                                                                         | 0         |
| Total                  | 26                                                                                        | ~ 50      |